# Chirixalus vittiger
Chirixalus vittiger là một loài ếch trong họ Rhacophoridae. Chúng là loài đặc hữu của Indonesia.
Môi trường sống tự nhiên của chúng là các khu rừng vùng núi ẩm nhiệt đới hoặc cận nhiệt đới. Loài này đang bị đe dọa do mất môi trường sống.